# Theophil Magdzinski
Theophil Magdzinski (polonais : Teofil Magdziński) (né le 13 octobre 1818 à Samter et mort le 4 février 1889 à Bromberg) est un homme politique de premier plan de la minorité polonaise en Prusse.

## Biographie
Il étudie au lycée de Posen, puis étudie le droit et les sciences politiques à Breslau, Berlin et Leipzig. Il rejoint ensuite la justice prussienne en tant qu'avocat stagiaire. En 1846, il participe au soulèvement polonais (de). Après avoir quitté la fonction publique, il voyage beaucoup en France, en Autriche, en Suisse et dans d'autres pays jusqu'en 1849. Après cela, il est longtemps propriétaire foncier. Il vit longtemps dans le Royaume du Congrès avant de devenir retraité à Bromberg en 1865.
Il appartient à de nombreux clubs scientifiques et autres. Magdzinski est également membre du conseil de surveillance de Bromberger Gewerbebank. Il est l'un des dirigeants du mouvement national polonais à Bromberg.
Il est député de la Chambre des représentants prussienne de 1872 à 1889. Il est député du Reichstag, temporairement président du groupe parlementaire polonais, de 1877 à 1889.